# アメリカ合衆国南西部

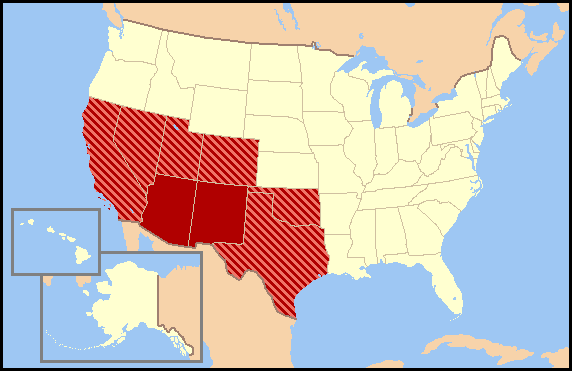
「南西部」の定義はさまざまである。濃い赤の州は通常含まれるが、斜線の州の全体あるいは一部は含まれたり含まれなかったりする。

アメリカ合衆国南西部（アメリカがっしゅうこくなんせいぶ、Southwestern United States）とは、アメリカ合衆国の南西に位置する地域のこと。単に南西部（Southwest）とも呼ばれる。この地域は北部よりも暖かく、東部よりも乾燥している。この地域の中心となっているのはアリゾナ州とニューメキシコ州にまたがる砂漠地帯である。厳密な定義はばらつきが大きいが、ネバダ州とユタ州の一部、テキサス州とオクラホマ州の西部、カリフォルニア州南部、コロラド州の南西部が「アメリカ合衆国南西部」として認識されることが多い。一般に、アメリカ東部の人々は、しばしばカリフォルニア州を完全に省略して、テキサス州とオクラホマ州をアメリカ合衆国南西部の一部と考える傾向がある。逆にカリフォルニア州、アリゾナ州、ニューメキシコ州の人々は、テキサス州の最西部、例えばエルパソやアマリロなどを除いて、テキサス州の大部分はディープサウスまたはオールドサウスの一部と考える傾向がある。
アメリカ合衆国南西部は全米で最も急成長を遂げている地域である。南西部最大の都市は全米第2の都市ロサンゼルスである。狭義の南西部の中心都市として考えられることの多いフェニックスは全米第6位の人口を抱え、その都市圏にはアリゾナ州の総人口の約7割が集中する。ラスベガスなどこの地域の多くの都市においては、1990年から2000年にかけての10年間において、全米で最も人口の成長率が高かった。またこの地域にはメサ、アーリントン、リバーサイドなど、ブーンバーブと呼ばれる大型衛星都市も数多く存在する。そのいくつかはミネアポリス、セントルイス、シンシナティといった、他地域の地方中枢都市をしのぐ規模である。しかしこの地域の人口密度は総じて低い。ロサンゼルス、フェニックス、ラスベガス、アルバカーキのような都市も、北部・東部の諸都市とは異なり、広い市域にスプロールするように発展しているため、その人口密度はあまり高くない。
この地域ではヒスパニック系やネイティブ・アメリカンの人口比率が高く、他地域に比べ民族の多様性に富んでいる。アメリカ＝メキシコ国境の近くでは、スペイン語を第1言語とする住民も多い。またニューメキシコ州の州都サンタフェや州北部のプエブロの町タオスなどには、ネイティブ・アメリカンの文化が色濃く残っている。南西部の伝統的な食文化としては、西テキサスでポピュラーなテクス・メクス料理や、ニューメキシコ州のサンタフェ料理（ニューメキシコ料理）などが挙げられる。スペイン語に由来する地名も多く、住民のほとんどがヒスパニックの市町村はスペイン語で読み、英語話者が多く住み着いた地域は英語読みに変えられている（例：ロサンゼルス、サンジャシント）。また、サンノゼのように、英語なまりのスペイン語読みの音韻変化の結果変則的な読みになった地名もある。